# Canton d'Hiersac
Le canton d'Hiersac est une ancienne division administrative française, située dans le département de la Charente (région Nouvelle-Aquitaine).

## Composition
- Asnières-sur-Nouère
- Champmillon
- Douzat
- Échallat
- Hiersac
- Linars
- Moulidars
- Saint-Amant-de-Nouère
- Saint-Genis-d'Hiersac
- Saint-Saturnin
- Sireuil
- Trois-Palis
- Vindelle

## Administration: conseillers généraux de 1833 à 2015
| Période | Période      | Identité                          | Étiquette            | Qualité |
| ------- | ------------ | --------------------------------- | -------------------- | --- |
| 1833    | 1845         | Mathieu Thibaud                   |                      | Conseiller à la Cour royale de Bordeaux |
| 1845    | 1852         | Pierre Mathieu-Bodet              | Bonapartiste         | Avocat au Conseil d'Etat et à la Cour de Cassation Député (1848-1851) |
| 1852    | 1862         | François Gerbaud                  |                      | Juge de paix |
| 1862    | 1877         | Pierre Mathieu-Bodet              | Centre droit puis NI | Avocat au Conseil d'Etat et à la Cour de Cassation Député (1871-1877) Ministre (1874-1875) |
| 1877    | 1888 (décès) | Louis-Alban Ganivet               | Bonapartiste         | Avocat puis conseiller de préfecture à Angoulême Député (1871-1881 et 1885-1888) |
| 1888    | 1901         | Paulin Servant                    | Bonapartiste         | Propriétaire et minotier au moulin de Guissalle à Vindelle, conseiller d'arrondissement |
| 1901    | 1913         | Victor Georges Valory Le Ricolais | Rad.                 | Publiciste, premier adjoint au Maire d'Angoulême |
| 1913    | 1940         | Jean-Baptiste Morisson            | Rad.                 | Docteur en médecine Conseiller municipal d'Hiersac Jean-Baptiste Morisson sera nommé membre de la Commission administrative départementale en 1941 et conseiller départemental en 1943                             |
|         |              |                                   |                      | |
| 1945    | 1949         | Eugène Brunelière                 | SFIO                 | Contremaître Maire de Sireuil (1939-1971) |
| 1949    | 1973         | René Bertrand (1899-1987)         | RGR-Rad.             | Maire de Trois-Palis (1939-1978) |
| 1973    | 1985         | Jean Léonard                      | MRG                  | Adjoint au Maire de Saint-Amant-de-Nouère (1965-1995) |
| 1985    | 1998         | Marie-France Michaud              | RPR                  | Intendante de collège Maire de Trois-Palis (1978-2008) Conseillère régionale (1992-1998), Présidente de l'Association des Maires (1995-2008) Suppléante du député Henri Panon Desbassayns de Richemont (1993-1997) |
| 1998    | 2015         | Didier Louis                      | PS                   | Chef de projet à Gaz de France Maire de Saint-Saturnin (1995-2014) Vice-Président du Conseil Général |

Jean Léonard a parrainé la candidature de Michel Crépeau aux élections présidentielles de 1981 .

## Conseillers d'arrondissement (de 1833 à 1940)
| Période    | Période          | Identité                                       | Étiquette    | Qualité |
| ---------- | ---------------- | ---------------------------------------------- | ------------ | --- |
| 1833       | 1839             | Louis Debussac Fontaine                        |              | Ancien juge de paix à Hiersac (destitué en 1834, renommé juge de paix à Angoulême en 1848)                  |
|            |                  |                                                |              | |
| 1848       | 1852             | François Gerbaud                               |              | Ancien Avoué, avocat à Angoulême, propriétaire à Trois-Palis                                                |
| 1852       | 1864             | Jean-Baptiste Machenaud-Laterrière (1790-1866) |              | Propriétaire à Asnières-sur-Nouère, ancien capitaine d'infanterie                                           |
| 1864       |                  | Jean Valteau (1827-1893)                       |              | Juge de paix à Hiersac                                                                                      |
|            |                  |                                                |              | |
| avant 1871 |                  | Germain Jobit (1823-1875)                      |              | Notaire à Saint-Saturnin                                                                                    |
|            |                  |                                                |              | |
| 1877       | 1883             | François Martin                                | Bonapartiste | Maire d'Échallat                                                                                            |
| 1883       | 1888 (démission) | Paulin Servant                                 | Bonapartiste | Propriétaire et minotier à Vindelle                                                                         |
| 1889       | 1898             | Nestor Baillou                                 | Droite       | Propriétaire du logis de Moulede, maire de Saint-Saturnin                                                   |
| 1898       | 1919             | Jean Maufras (1836-?)                          | Républicain  | Ancien greffier de la justice de paix, maire de Hiersac (1878-?)                                            |
| 1919       | 1928             | Flavien Dagnaud                                | Républicain  | Propriétaire, maire de Linars                                                                               |
| 1928       | 1940             | Albert Noblet                                  | Républicain  | Conseiller municipal de Saint-Saturnin                                                                      |
| 1940       |                  |                                                |              | Les conseils d'arrondissement ont été suspendus par la loi du 12 octobre 1940 et n'ont jamais été réactivés |

Sources : Journal "La Charente" https://gallica.bnf.fr/ark:/12148/cb32740226x/date&rk=21459;2.

## Démographie
| 1962  | 1968  | 1975  | 1982  | 1990   | 1999   | 2006   | 2011   | 2012   |
| ----- | ----- | ----- | ----- | ------ | ------ | ------ | ------ | ------ |
| 7 264 | 7 358 | 8 361 | 9 523 | 10 859 | 10 959 | 11 564 | 12 181 | 12 246 |